# Landsorte
Als Landsorten wird ein genetisch uneinheitlicher Formenkreis einer Kulturpflanzenart bezeichnet, der sich in der Regel aus mehreren morphologisch oder physiologisch voneinander abweichenden Typen zusammensetzt.
Landsorten sind im Gegensatz zu Hochleistungssorten meist weniger ertragreich. Sie sind durch langandauernde, natürliche Selektion in einem bestimmten, meist eng umrissenen Gebiet entstanden und aus diesem Grund an die ökologischen Bedingungen in diesem sehr gut angepasst. Außerdem sind sie relativ ertragssicher, da sie durch die große Streuung ihrer genetischen Eigenschaften auf Standortsschwankungen (unter anderem Witterung) sehr flexibel reagieren.
Die Erhaltung der genetischen Eigenschaften von Landsorten liegt auch im Interesse von Pflanzenzüchtern, da bestimmte Gene in Hochleistungssorten eingekreuzt werden können. Trotzdem sind Landsorten vielfach durch moderne Hochleistungssorten in ihrem Bestand bedroht, was vor allem in den Ländern des globalen Südens teilweise verheerende Auswirkungen auf die Ernährung hat. Landsorten werden deshalb teilweise in Genbanken konserviert.
In Mitteleuropa gibt es mehrere Vereine, die eine Vermehrung von Landsorten durch Hausgärtner koordinieren und so zu deren Erhaltung beitragen. 